# Thomas Fothringham-Parker
Thomas Steuart „Tim“ Fothringham-Parker, oft auch Fotheringham-Parker, (* 5. April 1907 in Forfar; † 9. September 1979 in Edzell) war ein britischer Autorennfahrer.

## Karriere als Rennfahrer
Thomas Fothringham-Parker war in den 1930er-Jahren im Sportwagensport aktiv. Zweimal, 1934 und 1935, startete er beim 24-Stunden-Rennen von Le Mans. Beide Teilnahmen endeten mit einem Ausfall. Sein größter internationaler Erfolg war der dritte Gesamtrang bei der RAC Tourist Trophy 1934.

## Statistik

### Le-Mans-Ergebnisse
| Jahr | Team              | Fahrzeug                | Teamkollege         | Platzierung | Ausfallgrund |
| ---- | ----------------- | ----------------------- | ------------------- | ----------- | ------------ |
| 1934 | Aston Martin Ltd. | Aston Martin 1½ Le Mans | John Appleton       | Ausfall     | Starter      |
| 1935 | R.E. Tongue       | Aston Martin ½ Ulster   | Clifton Penn-Hughes | Ausfall     | Unfall       |

## Einzelnachweis
1. ↑  RAC Tourist Trophy 1934

| Personendaten    | Personendaten                                                                            |
| ---------------- | ---------------------------------------------------------------------------------------- |
| NAME             | Fothringham-Parker, Thomas                                                               |
| ALTERNATIVNAMEN  | Fothringham-Parker, Thomas Steuart; Fothringham-Parker, Tim; Fotheringham-Parker, Thomas |
| KURZBESCHREIBUNG | britischer Autorennfahrer                                                                |
| GEBURTSDATUM     | 5. April 1907                                                                            |
| GEBURTSORT       | Forfar                                                                                   |
| STERBEDATUM      | 9. September 1979                                                                        |
| STERBEORT        | Edzell                                                                                   |